# Museu do Design e da Moda

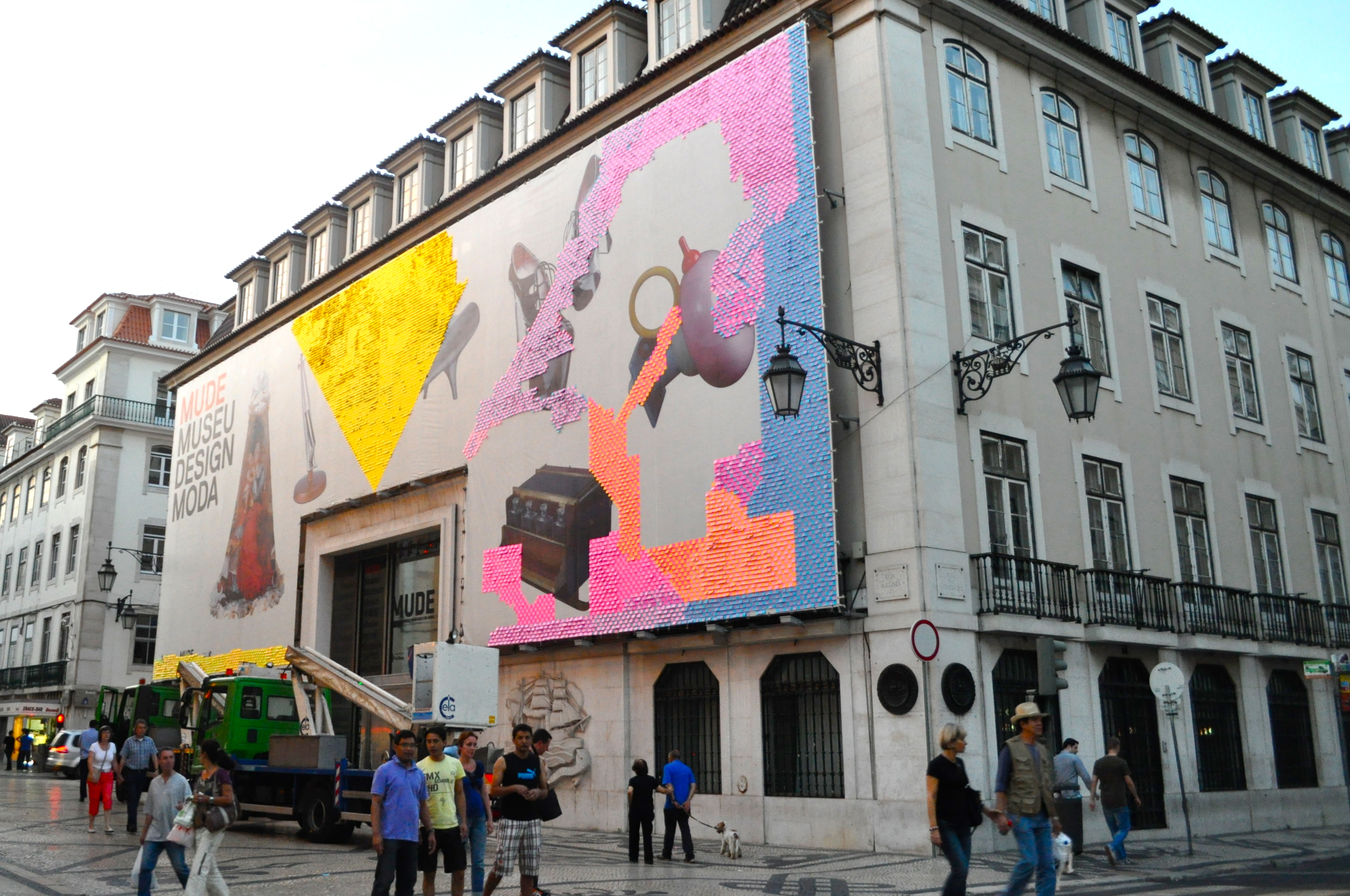
Das Museu do Design e da Moda

Das Museu do Design e da Moda (MUDE) ist ein Design- und Modemuseum in der Baixa Pombalina, dem Zentrum der Stadt Lissabon.

## Geschichte
Das Museum existierte bereits zwischen 1999 und 2006 als Abteilung im Centro Cultural de Belém. Nach dem Umbau des ehemaligen Sitzes der Banco Nacional Ultramarino in der Rua Augusta eröffnete es am 21. Mai 2008 neu mit erweiterten Ausstellungsflächen und Mode als zusätzlichem Schwerpunkt.
Die Sammlung umfasst etwa 1000 Werke aus dem Bereich des Designs und etwa 1200 aus dem Bereich Mode (etwa Stühle und Kommoden, Kostüme und Handtaschen vom 19. Jahrhundert bis in unsere Gegenwart), darunter Arbeiten von Russel Wright, Charlotte Perriand, Ettore Sottsass, Mar Newson, Charles & Ray Eames, Le Corbusier, Droog Design, Yves Saint Laurent, Christian Dior, Vivienne Westwood, Versace, Pierre Balmain, Paco Rabanne, Jean Paul Gaultier und John Galliano.